# Britische Dolchschnecke
Die Britische Dolchschnecke (Zonitoides excavatus) ist eine landlebende Schneckenart aus der Familie der Dolchschnecken (Gastrodontidae).

## Merkmale
Das rechtsgewundene Gehäuse ist abgeflacht-konisch, Es misst 5,3 bis 6 mm in der Breite und 2,8 bis 3,4 mm in der Höhe. Es sind (4½) 5½ regelmäßig zunehmende, eng gewundene und schmale Umgänge vorhanden. Die Umgänge sind an der Peripherie gut gewölbt und durch eine tiefe Naht voneinander abgesetzt. Die Mündung ist rundlich, durch die vorige Windung angeschnitten. Sie steht schräg zur Windungsachse. Der Mündungsrand ist gerade und scharf zulaufend. Der Nabel ist sehr weit und perspektivisch offen. Das Gehäuse ist bräunlich, gelegentlich auch farblos oder schwach grünlich gefärbt. Die Schale ist durchscheinend, die Oberfläche glänzt. Sie weist kräftige Anwachsstreifen auf.
Der Weichkörper des Tieres ist (selten) hellgrau bis fast schwarz. die oberen Fühler sind lang und dünn. Die Tiere besitzen einen Liebespfeil zur Stimulation des Partners bei der Kopulation (Name!), dieser sitzt in einem besonderen Pfeilsack.

## Ähnliche Arten
Die Britische Dolchschnecke ist kleiner als die Glänzende Dolchschnecke (Zonitoides nitidus) und besitzt einen weiteren Nabel. Die Glänzende Dolchschnecke hat zudem auch etwas breitere Windungen und eine etwas größere Mündung.

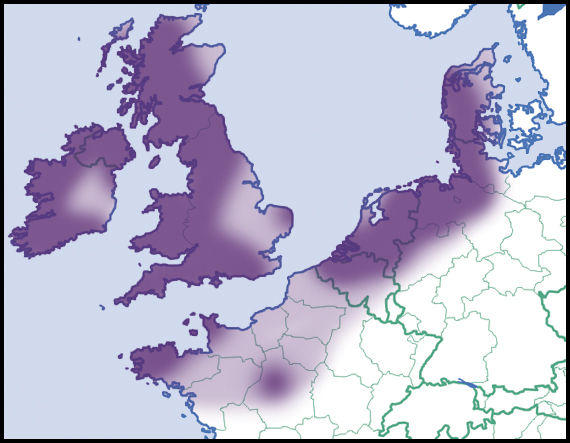
Verbreitung der Britischen Dolchschnecke (nach Welter-Schultes)

## Geographische Verbreitung und Lebensraum
Das Verbreitungsgebiet erstreckt sich von den Britischen Inseln, den Küstengebieten der Nordsee von Dänemark, Norddeutschland, Niederlande, Belgien und Nordfrankreich bis an die atlantisch beeinflussten Küstengebiete von Frankreich, Nordspanien und Portugal. In Deutschland wurde die Art 2005 auch in Nordrhein-Westfalen und Niedersachsen, relativ weit im Landesinneren nachgewiesen. Alle Vorkommen sind klein und isoliert.
Die Tiere leben in der Bodenstreu und unter Totholz von älteren Wäldern, gelegentlich auch in Sümpfen, aber grundsätzlich auf kalkfreien Böden. Manche Autoren bezeichnen die Art sogar als ausgesprochen calciphob. Die Art toleriert geringere menschliche Eingriffe in das Ökosystem der Wälder, kommt aber nicht in Schonungen oder Holzplantagen vor.

## Lebensweise
Die von einer Kalkhülle umschlossenen Eier haben einen Durchmesser von einem Millimeter. Pro Gelege werden zwei bis sechs Eier (Mittel 3) auf oder in den Boden, in Moos oder verrottendem Holz abgelegt. Gelegentlich werden die Eier auch einzeln abgelegt. Es wird ein Gelege (oder Ei) pro Tag produziert. Die Jungen schlüpfen nach 19 bis 35 Tagen mit 1,4 bis 2 Windungen. Die Geschlechtsreife wird schon nach vier Monaten erreicht. Vonseiten der Schlüpflinge wurde auch Eikannibalismus beobachtet. Die Beobachtungen wurden im Labor unter konstanten Bedingungen gemacht.

## Taxonomie
Das Taxon wurde 1830 von Joshua Alder erstmals publiziert. Es ist allgemein anerkannt innerhalb der Gattung Zonitoides Lehmann, 1866.

## Gefährdung
Auf das gesamte Verbreitungsgebiet betrachtet ist die Art nicht gefährdet. Die wenigen Vorkommen in Deutschland sind jedoch gefährdet.